# Nikołaj Sriedinski
Nikołaj Konstantinowicz Sriedinski, ros. Николай Константинович Срединский (ur. 1843, zm. 1908) – rosyjski botanik i mykolog. 
Nikołaj Konstaninowicz Sriedinski intensywnie zajmował się badaniem mykobioty Azji Środkowej i Południowo-Zachodniej. W 1876 r. opublikował Herbarium Cryptogamicuni Rossicum. Jest autorem także innych prac naukowych. 
W naukowych nazwach utworzonych przez niego taksonów dodawany jest skrót jego nazwiska Sred.